# Haydamaky
Haydamaky (ukr. Гайдамаки, ang. trb. Haydamaky) – ukraiński zespół folk rockowy, grający mieszankę ska, reggae, rocka, dubu i tradycyjnej muzyki ukraińskiej. Sami nazywają siebie „Ukrainian Dub Machine”, a muzykę, którą grają, „Hucuł-Punk”, „Karpatian-Ska” i „Kozak Rock”.

## Historia
Zespół powstał w 1991 roku pod nazwą Aktus i bardzo szybko zdobył popularność na undergroundowej scenie Kijowa. W 1993 roku do zespołu dołączył wokalista Ołeksandr Jarmoła, a w 1997 roku akordeonista Iwan Łenio, obaj wywodzący się ze sceny folkowej.
W 2001 roku zespół podpisał kontrakt z EMI Records i zmienił nazwę na nawiązującą do osiemnastowiecznych hajdamaków.
W 2006 roku zespół podpisał kontrakt z Eastblok Music i koncertował w Berlinie. Uzyskał również 7. miejsce na World Chart Music Europe w Radiu BBC.
Na płycie Kobzar w utworze Message gościnnie wystąpili Pablopavo i Reggaenerator z Vavamuffin oraz Grabaż (Pidżama Porno/Strachy na Lachy), zaś w remixie Witer wije można usłyszeć sekcję dętą Zion Train.
4 czerwca 2009 roku nakładem Agory ukazała się płyta-książka wspólnego projektu „Voo Voo i Haydamaky”. Album składał się z dziesięciu premierowych utworów autorstwa muzyków. Pierwszym singlem promującym płytę był utwór „Wyszła młoda”. W lutym 2010 roku wydawnictwo uzyskało nominację do nagrody polskiego przemysłu fonograficznego Fryderyka w kategorii: album roku folk/muzyka świata oraz nagrodę „Wirtualne Gęśle”. Płyta otrzymała status „Złotej”.
Również 2009 roku ukazała się płyta polskiego zespołu heavymetalowego Rootwater – Visionism, na której członkowie Hajdamaków gościnnie wystąpili w utworze Hajdamaka.
29 stycznia 2012 roku z zespołem Voo Voo wystąpili na otwarciu Stadionu Narodowego w Warszawie. 14 lutego 2012 roku zespół zmienił skład. W marcu nagrali z zespołem Püdelsi piosenkę z okazji Euro 2012 pt. „Halo Euro”.
12 grudnia 2012 nakładem wydawnictwa Lou & Rocked Boys wydano w Polsce EP pt. Call me later. EP zawiera 5 utworów we współpracy z artystami jak: Kamil Bednarek i Apollo 440.

## Muzycy
| Obecny skład zespołu - Ołeksandr Jarmoła – wokal, sopilka (fujarka), kosa, teksty (od 1994) - Maksym Bojko – puzon (od 2012) - Roman Dubonos – trąbka (od 2012) - Dmytro Kiriczok – gitara basowa (od 2012) - Dmytro Kusznir – perkusja (od 2012) - Andrij Slepcow – gitara (od 2012) | Byli członkowie zespołu - Wadym Prudnikow (Kaktus) – wokal, teksty (1991) - Andrij Rizol – trąbka (1991), dyrektor grupy (1991–?) - Maksym Stepanow – flet (1991) - Jurij Kondratjew – gitara (1991) - Kostiantyn Sandałow – gitara basowa (1991) - Dmytro Melnyczenko – wokal (1992) - Bohdan Hławacki – gitara (1995) - Dmytro Szalimow (Sztirlic) – gitara (1991–1998) - Władysław Hrymalski – instrumenty klawiszowe, muzyka, inżynier dźwięku (1991–2004 lub 2005) - Rusłan Owras – perkusja (1991–2009) - Wołodymyr Szerstiuk – gitara basowa, harfa (1992-2012) - Iwan Łenio – akordeon, cymbały, instrumenty klawiszowe (1996-2012) - Rusłan Troczyński – puzon (1999–2004) - Władysław Pawłow – gitara (2001–2002) - Ołeksandr Demjanenko (Dem) – gitara elektryczna, mandolina, kobza (2002-2012) - Serhij Brawarniuk – perkusja (2004–2006) - Eugeniu Didic – trąbka (2004–2009) - Ołeksandr Czarkin (Czarka) – puzon (2008−2012) - Serhij Sołowij (Soł) – trąbka (2009–2012) - Serhij Borysenko (Boriska) – perkusja (2009–2012) - Dmytro Motuzok – akordeon (2012−2013) - Piotr Chancewicz (Dziki) – gitara (2012), producent muzyczny (2009, 2013) |

## Dyskografia
| 2001                           | Hajdamaky - Data: 2001 - Wydawca: b.d.                                                                          | –  |                    |
| 2004                           | Bohusław - Data: kwiecień 2004 - Wydawca: EMI                                                                   | –  |                    |
| 2005                           | Perwerzija - Data: 16 grudnia 2005 - Wydawca: Comp Music/EMI                                                    | –  |                    |
| 2006                           | Ukraine Calling - Data: 24 lutego 2006 - Wydawca: Eastblok Music                                                | –  |                    |
| 2008                           | Kobzar - Data: 7 kwietnia 2008 - Wydawca: Lou & Rocked Boys                                                     | –  |                    |
| 2009                           | Voo Voo i Haydamaky (oraz Voo Voo) - Data: 4 czerwca 2009 - Wydawca: Agora SA                                   | 39 | - POL: złota płyta |
| 2013                           | No More Peace - Data: 27 marca 2013 - Wydawca: Lou & Rocked Boys                                                | –  |                    |
| 2013                           | Hodi spaty! - Data: 13 kwietnia 2013 - Wydawca: Comp Music / Lou Rockers                                        | –  |                    |
| 2015                           | UkrOp - Data: 16 kwietnia 2015 - Wydawca: UMPG Music                                                            | –  |                    |
| 2018                           | Mickiewicz – Stasiuk – Haydamaky (oraz Andrzej Stasiuk) - Data: 26 stycznia 2018 - Wydawca: PUGU ART / Agora SA | 12 |                    |
| „–” pozycja nie była notowana. | |    |                    |